# Історія Рожища
Історія Рожища ( пол. Rożyszcze, нім. Roschischtsche, івр. רוז'ישצ'ה) охоплює понад 700 років і включає різні періоди розвитку міста – від перших поселень доби неоліту до сучасності.

## Давні поселення

### Археологічні дослідження
Місто Рожище має давню історію, підтверджену археологічними дослідженнями. На його території виявлено поселення, що належить до культури гребінцево-накольчастої кераміки (IV—III тис. до н.е). Це свідчить про заселення місцевості ще в епоху неоліту .
Крім того, поблизу міста знайдено залишки поселення культури кулястих амфор (кінець IV — початок III тис. до н.е.), що свідчить про активні контакти мешканців цієї території з давніми племенами Центральної Європи .
Також у Рожищі зафіксовано ранньослов’янське поселення, яке існувало в I тисячолітті н.е. . Археологічні знахідки, такі як фрагменти кераміки та знаряддя праці, свідчать про розвиток ремесел і торгівлі в цей період.

### Давньоруські городища
На території міста виявлено залишки двох городищ часів Київської Русі, що підтверджує його стратегічне значення у середньовічний період.
Одне з городищ розташоване на підвищеній місцевості біля річки Стир, що робило його природно укріпленим пунктом . Під час археологічних розвідок тут знайдено залишки оборонних валів, уламки гончарної кераміки та предмети побуту, що датуються XI—XIII століттями. Вірогідно, це городище виконувало оборонну та адміністративну функцію, а також слугувало одним із вузлів торговельного шляху по річці Стир .
Інше городище розташоване в районі урочища Вовча Гора. Це укріплене поселення могло бути місцевим оборонним пунктом або культовим місцем, пов’язаним із ранньослов’янськими племенами . Тут знайдено уламки кераміки, кістяні вироби та залишки дерев'яних конструкцій. Особливістю цього городища є його розташування на природно захищеній височині, що свідчить про його оборонне значення .

## Походження назви
Існує кілька версій походження назви міста. Одна з найпоширеніших пов’язує її з полями жита, яке в давнину могло рости на цій території. Інша версія припускає, що назва походить від дикої шипшини (народна назва — «рожа»), якою була вкрита місцевість.
Однак дослідження топографії та етимології слова вказують на можливий зв’язок із болотистою місцевістю. У старослов’янських мовах існує корінь «рж» («ръжда» — давньоруською, «rzda» — польською), що означає руду плівку на поверхні болотяних вод. Враховуючи систему ставків і каналів у Рожищі, які, ймовірно, були створені для осушення території, можна припустити, що назва міста спочатку означала «болотиста місцевість».

## Середньовіччя (XIV–XVI століття)
Перша письмова згадка про Рожище датується 1322 роком, коли луцький князь Любарт Гедимінович передав поселення Луцькому соборному храму Івана Богослова.
У фундушевій грамоті князя Любарта від 1383 року згадується село Рожище, яке разом із селом Теремне було передано Луцькому Хрестовоздвиженському братству.
У XIV столітті Рожище входило до складу Волинського князівства, а згодом – Великого князівства Литовського. У 1567 році місто отримало Магдебурзьке право, що надавало самоврядування та економічні привілеї. Це сприяло розвитку ремесел і торгівлі, а також могло вплинути на адміністративний поділ міста. У той час у багатьох містах існували юридики — території, що підпорядковувалися окремій владі, наприклад, духовним чи світським феодалам .
У 1777 році в містечку перебував Кипріян Стецький, луцький єпископ.

## Річ Посполита (XVI–XVIII століття)
У 1569 році після Люблінської унії Рожище відійшло до складу Речі Посполитої і стало частиною Волинського воєводства.
У 1583 році владика Ян Красінський сплачував податок від 25 міських дворів та 21 лану землі. У 1589 році місто сплачувало 5 флоринів 10 грошів шосу та 40 флоринів податку на алкогольні напої .
У 1598 році місто отримало герб із двома хрестами .
У 1629 році в Рожищі було 167 димів (дворів) .
У XVII столітті місто зазнавало нападів кримських татар, а під час Національно-визвольної війни 1648–1657 років частина населення приєдналася до козацьких загонів.

## Російська імперія (1795–1917)

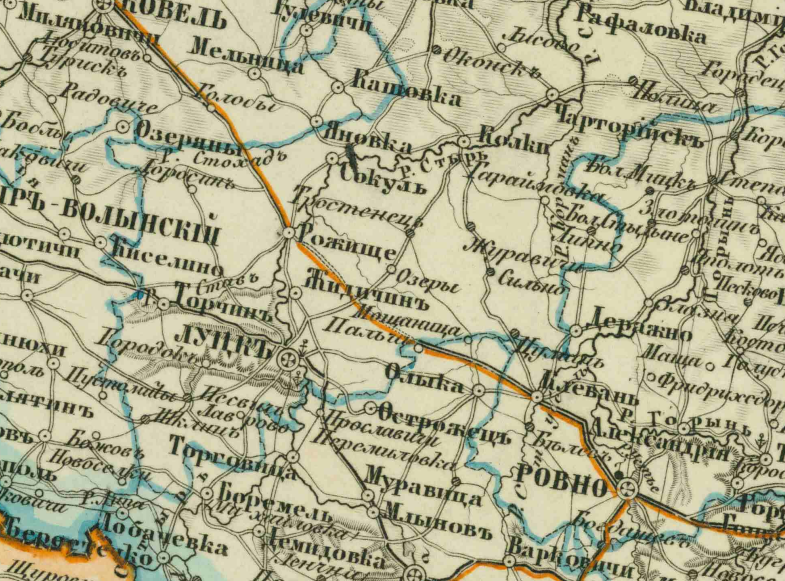
Рожище на карті 1862 року

Після третього поділу Речі Посполитої у 1795 році Рожище увійшло до складу Російської імперії.  
У 1808 році містечко стало власністю графа Валерія Стройновського, за часів якого тут діяла суконна фабрика, зруйнована під час російсько-французької війни. Після одруження Ольги Стройновської з Дмитром Багратіоном-Імеретинським у 1845 році, Рожище перейшло у власність цього роду.  
Після подій 1831 року Рожище перейшло у власність князя Олександра Багратіона-Імеретинського.  
У 1850–1851 роках пожежа знищила 16 будинків, розташованих поблизу суконних фабрик.  
Рожиська волость складалася приблизно зі 100 поселень.  
У 1870 році тут було 192 будинки та 860 мешканців, серед яких 67 євреїв. Містечко мало православну церкву, католицьку каплицю, синагогу, 27 суконних майстерень, 2 цегельні, пивоварню та 17 крамниць. У місті також функціонували жандармський пост, суд, лікар та аптека.  
Цікавим є факт – у 1889 році у Рожищі на ринковій площі відкрили пам’ятник імператору Олександру III.  
У 1890-х роках в місті діяли декілька ремісничих майстерень і базар.  
У 1893 році містечко продали князю Дмитрію Голіцину, який розвинув місцеву промисловість.  
Про Рожище у цей період уже можна говорити як про промислове містечко. Тут працювали суконні фабрики, винокурний завод, власником якого був сам Голіцин, смолярня, гуральня.  
У 1912 році Голіцин перепродав Рожище барону Миколі Карловичу фон Мекку.  
Станом на 1911 рік у Рожищі проживало 3 648 осіб. Діяли волосна управа, пошта, телеграф, земська пошта, ветеринарна служба, суд, євангелицька громада, школи, лікарні, гуральня (з виробництвом 21 800 відер горілки щорічно), майстерня ремонту сільськогосподарських машин, кредитні товариства, фотограф, 4 ресторани, 2 ярмарки на рік.

### Наполеонівські війни
У 1812 році через Рожище проходили війська Наполеона I під час його походу на Москву. Це могло спричинити економічний занепад міста через воєнні дії та мобілізацію населення.
27 серпня 1812 року під час Французько-російської війни під Рожищами відбувся бій між російськими військами під командуванням генерал-майора Чапліца та військами Саксонії і Австрії . Після короткої сутички російські війська продовжили відступ.

### Залізнична станція
У 1873 році через Рожище проклали залізницю Київ – Варшава, що сприяло розвитку підприємств: працювали суконні фабрики, млини, пивоварні та винокурні заводи.
Залізниця була частиною Києво-Берестейської залізниці. Станція розташована між станціями Голоби та Ківерці.

### Барон фон Мекк – автомобіліст із Рожища

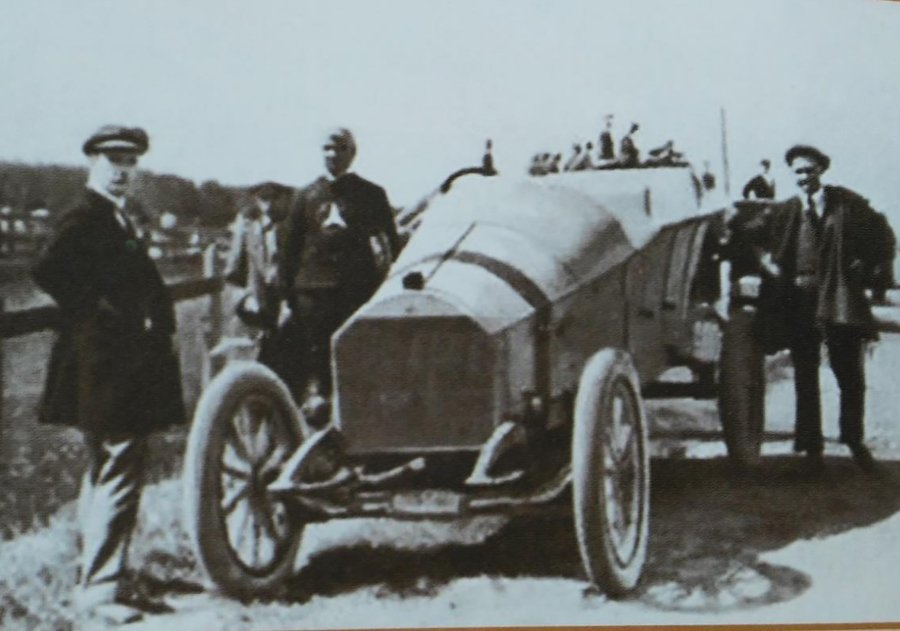
Микола фон Мекк біля свого авто, 1910-ті роки. von-meck.info

На початку XX століття місцевий поміщик Микола фон Мекк володів 8 934 десятинами землі, а інші землевласники — ще 310 десятинами.
Рожище у міжвоєнний період стало одним із перших населених пунктів Волині, де активно використовувалися автомобілі. Барон Микола Карлович фон Мекк, піонер автомобільного руху в регіоні, володів декількома автомобілями Mercedes, брав участь в автопробігах і сприяв популяризації автомобілів серед місцевої еліти.

## Перша світова війна та її наслідки (1914–1918)
Під час Першої світової війни Рожище опинилося в зоні бойових дій між Російською імперією та військами Австро-Угорщини й Німеччини.

### Початок війни та окупація (1914–1916)

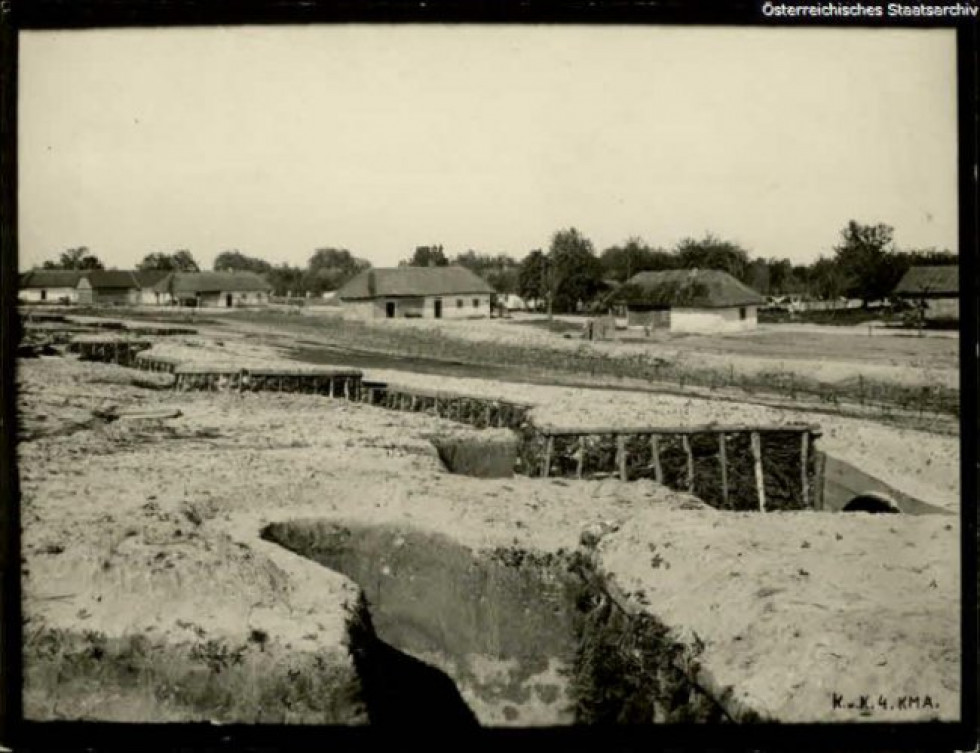
Лінія оборони в Рожищі

У серпні 1914 року місто перебувало під контролем російських військ. Проте після успішного наступу Центральних держав у 1915 році австро-угорські та німецькі частини окупували Рожище. Окупація тривала з червня 1915 до початку 1916 року, під час якої значна частина міста була знищена пожежами, а цивільне населення зазнало репресій.

### Брусиловський прорив та повернення росіян (1916)
Улітку 1916 року, під час Брусиловського прориву, російські війська відновили контроль над Рожищем. Внаслідок цього наступу фронт стабілізувався, і місто на певний час стало тиловою базою.

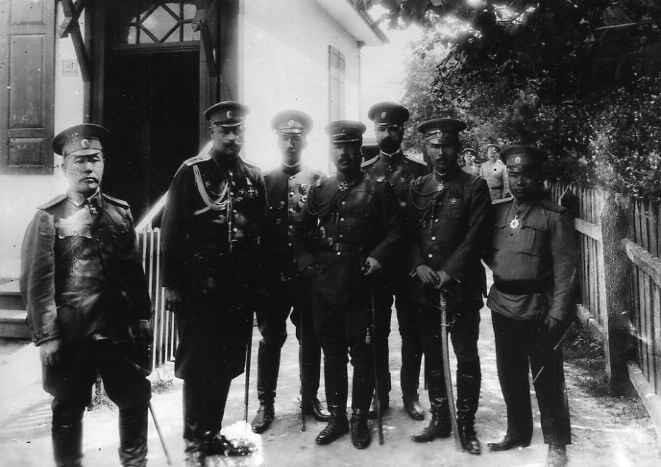
На фото ймовірно зображений легендарний японський генерал Ісороку Ямамото, який прославився в роки Другої світової війни 1916 рік

У цей період місто відвідували військові делегації, зокрема японська місія. Існує припущення, що серед гостей був Ісороку Ямамото – майбутній адмірал Японського флоту.

### Річкова флотилія в Рожищі

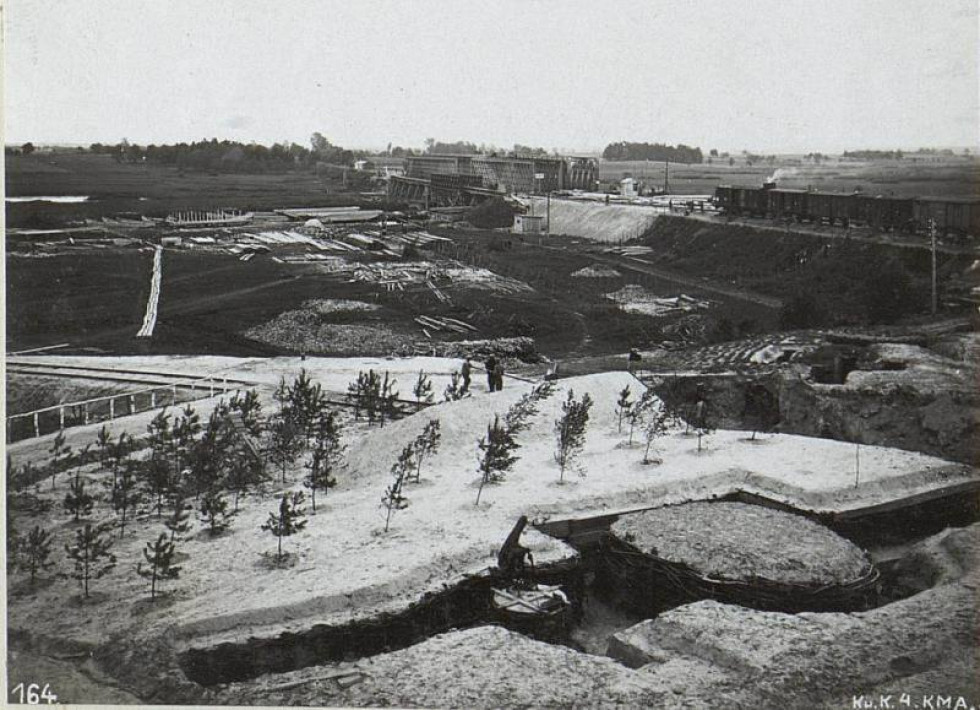
Флотилія в Рожищі. Фото 1914-1918 роки

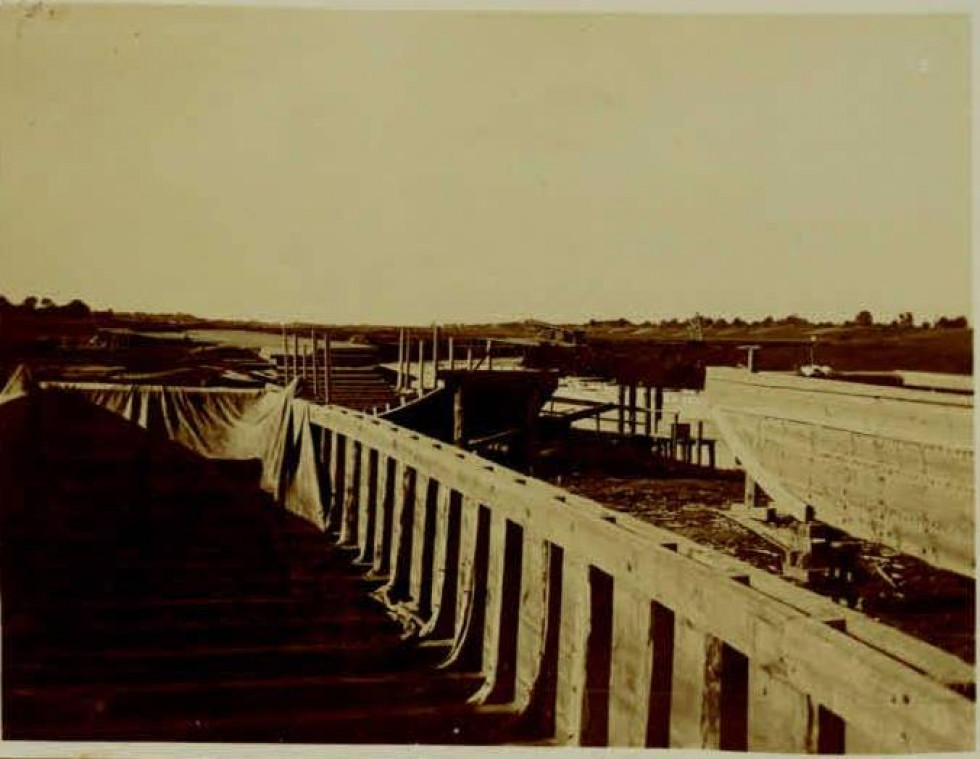
Флотилія в Рожищі. Фото 1914-1918 роки

Через стратегічне розташування на річці Стир Рожище використовувалося як база для російської річкової флотилії. Вона складалася з моторних човнів та канонерських катерів, що здійснювали розвідку та артилерійську підтримку.

### Наслідки війни
Після Жовтневого перевороту 1917 року місто опинилося в епіцентрі боротьби між більшовиками, Українською Народною Республікою (УНР) та польськими військами. У 1919 році Рожище було захоплене поляками в ході польсько-радянської війни, що стало початком нового періоду його історії.

## Рожище в Українсько-польській війні 1918–1919
У період Українсько-польської війни 1918–1919 років Рожище мало стратегічне значення як пункт перетину важливих транспортних шляхів на Волині. Війна тривала між Західноукраїнською Народною Республікою (ЗУНР) та Польською Республікою, і Рожище стало ареною протистояння між польськими та українськими силами.

### Українські сили та командування
З боку українців у боях за Рожище брали участь підрозділи Галицької армії та Армії УНР. Основним завданням українських частин було утримання Волині під контролем ЗУНР та УНР, забезпечення зв’язку між військовими частинами та захист населення від польських наступальних операцій.
На момент боїв за Рожище українськими силами командували:
- Олександр Греків – командувач Галицької армії (у 1919 році)[24];
- Михайло Омелянович-Павленко – головнокомандувач Армії УНР[25];
- Володимир Оскілко – командувач Північної групи військ Директорії УНР, що діяла на Волині[24].

### Польські сили та командування
Польські підрозділи в цьому регіоні складалися з частин Війська Польського, які здійснювали наступальні дії з метою закріплення контролю над залізничними вузлами та стратегічними шляхами. Серед польських підрозділів, що діяли в районі Рожищ, згадуються добровольчі формування, які підтримували регулярні польські війська.
Польськими силами командували:
- Юзеф Пілсудський – Верховний головнокомандувач польської армії[25];
- Генрик Мінкевич – командир оперативної групи Війська Польського на Волині[24];
- Едвард Ридз-Сміглий – командувач групи «Схід», що брала участь у бойових діях на Волині[24].

### Бойові дії та наслідки
Відповідно до польських військових джерел, у 1919 році в районі Рожищ відбулися сутички між українськими та польськими силами. У ході бойових дій польське командування змогло закріпити свої позиції, що стало частиною загального наступу польських військ на Волині. Це сприяло встановленню польської адміністрації в регіоні після завершення війни.
Після поразки українських військ у цій кампанії Ризький мирний договір 1921 року закріпив Рожище в складі Волинського воєводства Другої Речі Посполитої.

## Польський період (1919–1939)
Після підписання Ризького мирного договору1921 року Рожище увійшло до складу Другої Речі Посполитої і стало частиною Волинського воєводства.

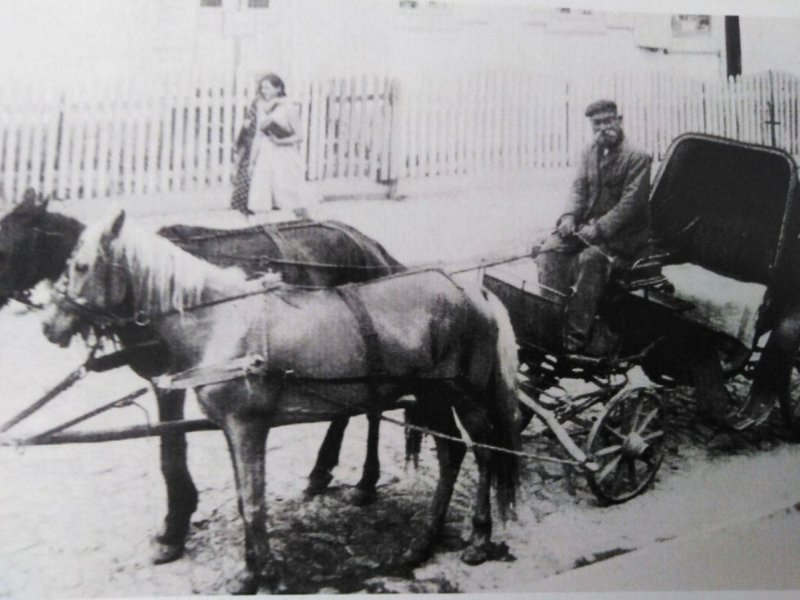
Мешканець містечка Рожище в міжвоєнний період

У цей час містечко мало населення близько 3300 осіб і було значним локальним центром. Польський географ і мандрівник Мечислав Орлович у своїй книзі Ilustrowany przewodnik po Wołyniu (1931) зазначав, що в Рожищі є православна церква, католицький костел і юдейська синагога. Також він відзначав, що місто зазнало руйнувань під час війни, але поступово відбудовується. Орлович писав, що в містечку проживало багато німців, які мали тут власний євангельський храм, а саме місто належало до найчистіших на Волині. У Рожищі на той час діяли електричне освітлення та кінотеатр, а серед визначних місць згадувалася стара фігура святого Яна Непомуцького. Дістатися до міста можна було автобусом із Луцька або статком по Стиру.  
Як говорить Мечислав Орлович, у місті діяли:  

- Готелі: Європейський (вул. Колійова, 6) та ще один готель на вул. Шпитальна, 18.
- Ресторани: Бука (вул. Третього Травня, 57) та Харесего (вул. Ковельська, 13).
- Кав’ярня: Зауського (вул. Третього Травня, 142). 

### Адміністративний поділ та розвиток
Розпорядженням міністра внутрішніх справ 23 січня 1934 р. територія міста Рожище розширена шляхом вилучення з сільської ґміни Рожище Луцького повіту та включення до міста сіл Юридика і Жолобів та колонії Нове Жалобове і частини земель з фільварком маєтку Рожище.
До 1939 року Рожище було окремою міською гміною в складі Луцького повіту Волинського воєводства Другої Польської Республіки. Навколишні села входили до складу сільської гміни Рожище, яка складалася з 50 громад.
У 1927 році війтом громади був Павло Бондарук, селянин, відзначений Бронзовим Хрестом Заслуги за громадську діяльність та роботу в місцевому самоврядуванні.

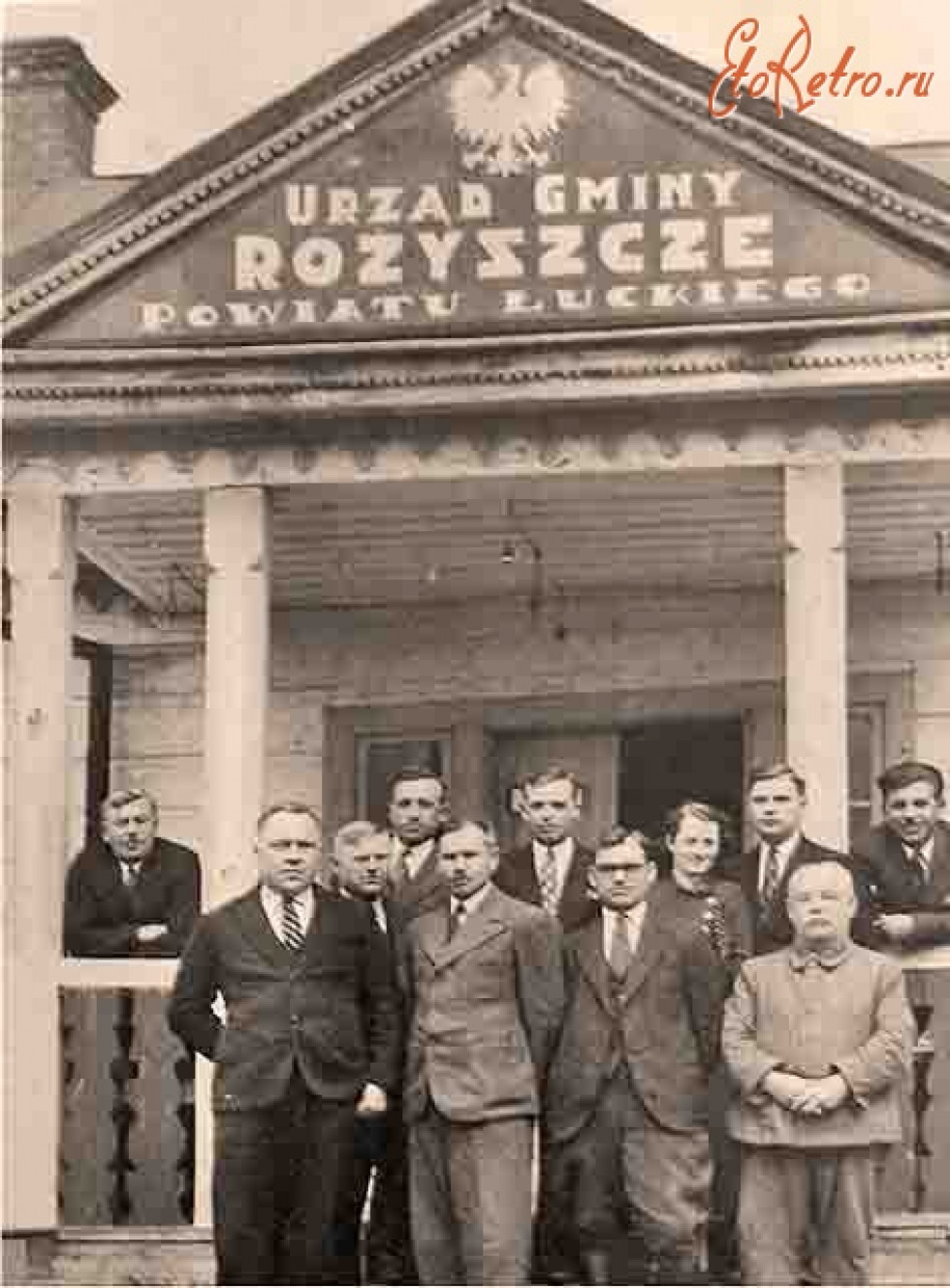
Керівництво гміни 1930 роки

#### Приєднання Жолобова, Юридики та Вовнянки до Рожища
У процесі розвитку Рожища до його складу були включені навколишні поселення, зокрема села Жолобів, Юридика та колонія Вовнянка.

##### Жолобів або Жалобово[31]або Жолобово[32](пол.ŻAŁOBOWO)
Село Жолобів розташовувалося за 24 км від Луцька, на березі річки Стир. Наприкінці XIX століття тут налічувалося 82 двори та 687 мешканців. Колись село належало луцьким єпископам, а пізніше перейшло у власність князя Олександра Багратіона-Імеретинського.
У своїй книзі «Ілюстрований путівник по Волині» 1929 року, пол. Мєчислав Орлович згадує, що під час Першої світової війни тут точилися запеклі бої, пам'яткою яких є військовий цвинтар, розташований поблизу села Жалобово. На цьому цвинтарі поховано 1800 солдатів різних армій: російської, німецької та австро-угорської. На цвинтарі також була розташована каплиця.

###### Історичні згадки
Існує припущення, що село Жолобів може відповідати населеному пункту Жолобово, згаданому в документі 1322 року. У цьому джерелі зазначається, що Жолобово знаходилося біля річки Стир і було частиною земель, мешканці яких охороняли пущу Ретовську.

###### Археологія
У південно-східній частині селища, на території колишнього села Жолобів, на мисі першої надзаплавної тераси лівого берега річки Стир (висотою 3-4 м над рівнем заплави) було виявлено поселення давньоруського періоду XI—XII ст. площею 1 га. Керамічні матеріали були зібрані вздовж краю тераси на відтинку, який оконтурений насипом залізничного полотна і тваринницькою фермою.

##### Юридика (пол.JURYDYKA)
Термін Юридика стосувався окремих частин міст або містечок, які мали власні права та суди, скасовані у 1792 році. На початку XX століття в Юридиці було 99 домів та 828 жителів. У радянські часи на цій території археологи виявили давнє поселення — руське городище, яке датується XI–XII століттями. Цей район простягався від Вовчої гори до автобусної станції, і саме з нього почалося розселення міста.
З часом ця територія була приєднана до Рожищ, інтегрувавшись у його структуру.

##### Вовнянка (пол.Wełnianka)

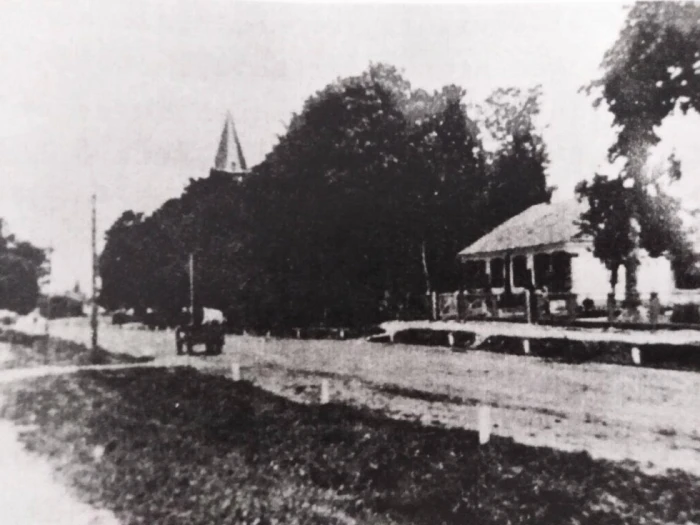
Дорога в колонії Вовнянка

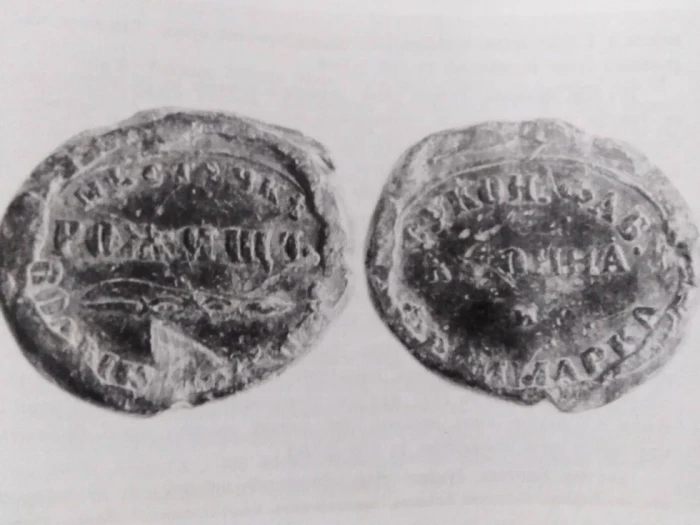
Печатка суконної фабрики Рожища

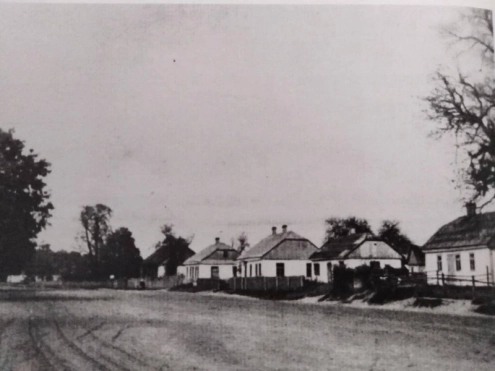
Будинки німецьких колоністів на Вовнянці

У 1832 році поблизу Рожища була заснована німецька колонія Вовнянка. На кінець XIX століття тут було 6 дворів і 34 мешканці, а вже на початку XX століття — 99 дворів і 828 жителів.
Колонія була заснована переселенцями з Польщі після Листопадового повстання. Вони отримали пільги — звільнення від податків, дозвіл на безмитне ввезення майна та державну підтримку в облаштуванні.
Перші поселенці започаткували виробництво сукна на Волині. Згодом колонія отримала назву Велика Вовнянка — на відміну від сусідньої Малої Вовнянки, де переважало землеробство.

###### Суконні фабрики
Промисловий розвиток колонії розпочався в 1830-х роках. Перші фабрики заснували селяни Г. Штейнгауер (1834) і Г. Ланге (1838). У 1858 році фабрики відкрили купець Карл Брокер, а також Г. Вутке та Йоганн Ренном.
У другій половині ХІХ століття у Вовнянці працювали фабрики таких власників:
- К. Лібгольц
- Фрідріх Бюргер
- Вільгельм Вердін
- Ернст Ябуш
- Юліус Рейн
- Адам Кірхнер
- Самуїл Древс
- Едуард Бюргер[41].

Фабрики спеціалізувалися на виготовленні грубого домотканого сукна з вовни, яку закуповували в місцевого населення. Усі підприємства працювали на кінній тязі. У 1892 році фабрика Брокера виробила 9000 аршинів сукна на суму 4500 рублів. Для порівняння, фабрики Вутке, Ренна та Ланге — лише 100—300 аршинів.
Умови праці були важкими: робітники, серед яких і діти, працювали, спали й харчувалися в одному приміщенні з верстатами. Річна платня прядильниці становила близько 100 рублів з харчуванням.
| Власник                              | Рік заснування | Походження/соціальний стан | Продукція   | Обсяг (на 1892) |
| ------------------------------------ | -------------- | -------------------------- | ----------- | --------------- |
| Г. Штейнгауер                        | 1834           | селянин                    | Грубе сукно | н/д             |
| Г. Ланге                             | 1838           | селянин                    | Грубе сукно | 300 аршинів     |
| Карл Брокер                          | 1858           | купець                     | Грубе сукно | 9000 аршинів    |
| Г. Вутке                             | 1858           | селянин                    | Грубе сукно | 300 аршинів     |
| Йоганн Ренном                        | 1858           | селянин                    | Грубе сукно | 200 аршинів     |
| Інші (Лібгольц, Бюргер, Вердін тощо) | 1860–1890-ті   | н/д                        | Грубе сукно | н/д             |

###### Соціальна структура колонії
На 1892 рік у Великій Вовнянці проживало 46 родин прусських підданих. Крім фабрикантів, тут мешкали пекарі, ковбасники, шевці, торговці, повивальні бабки та безробітні. У 1910 році було 125 дворів і 861 мешканець. У 1927 році німці становили 50 % населення району.
Ще у 1837 році в колонії діяли школа і молитовний дім. Навчання велося німецькою мовою. У другій половині ХІХ ст. зведено лютеранський храм, який у 1903 році капітально відремонтували.

###### Занепад колонії
У 1939—1940 роках, згідно з радянсько-німецькими домовленостями, відбулося організоване переселення німців до Німеччини. Від'їзд із Вовнянки пропагувався як «повернення на історичну батьківщину». У грудні 1940 року понад 150 родин залишили колонію.
Хоча колонія припинила існування, її історія і спадщина істотно збагатили економічний та культурний ландшафт сучасного Рожища.

### Демографічні зміни та міжетнічні відносини
На початку XX століття населення Рожища складалося з українців, поляків, євреїв та німців. У місті функціонували церкви, синагоги та костели, що свідчить про релігійне розмаїття. Однак соціальні та політичні зміни впливали на міжетнічні відносини.
У міжвоєнний період посилилися суперечності між українцями та поляками, пов’язані з політикою полонізації, яку проводила польська влада. З іншого боку, єврейська громада, що складала значну частину населення міста, займалася переважно торгівлею та ремеслами. В архівних джерелах є згадки про спроби єврейських підприємців отримати монополію на ринок міста, що викликало певне невдоволення серед українських і польських купців.

### Релігійне життя

#### Римо-католицька парафія
Католицька громада існувала в Рожищі ще з часів Речі Посполитої. У 1920-х роках у місті діяла каплиця Святої Терези, яка підпорядковувалася римо-католицькій парафії в Луцьку. Парафія налічувала кілька сотень вірян, переважно польського походження. Після Другої світової війни, внаслідок репресій радянської влади та депортації поляків, діяльність католицької громади була фактично припинена.
Відродження католицької громади в Рожищі відбулося після здобуття Україною незалежності. У 1990-х роках розпочалося будівництво нового костелу, який був освячений у 2000 році та отримав титул Храму Божого Милосердя. Сьогодні римо-католицька парафія в Рожищі активно діє, об’єднуючи вірян міста та навколишніх сіл.

#### Лютеранська громада
У 1861 році тут створили лютеранську парафію в колонії Вовнянка, а в 1878 році збудували кірху в неоготичному стилі. Під час Першої світової війни храм був зруйнований, але в 1932 році його відновили без башти.
У 1925 році для кірхи придбали орган із 16 регістрами за 9000 злотих, у 1928 році встановили нові лави, у 1929 році — два дзвони, а в 1930 році знову збудували церковну башту. У 1936 році відбувся ремонт інтер'єру. Загальна вартість робіт склала 65 000 злотих, 95% з яких були власними внесками громади.

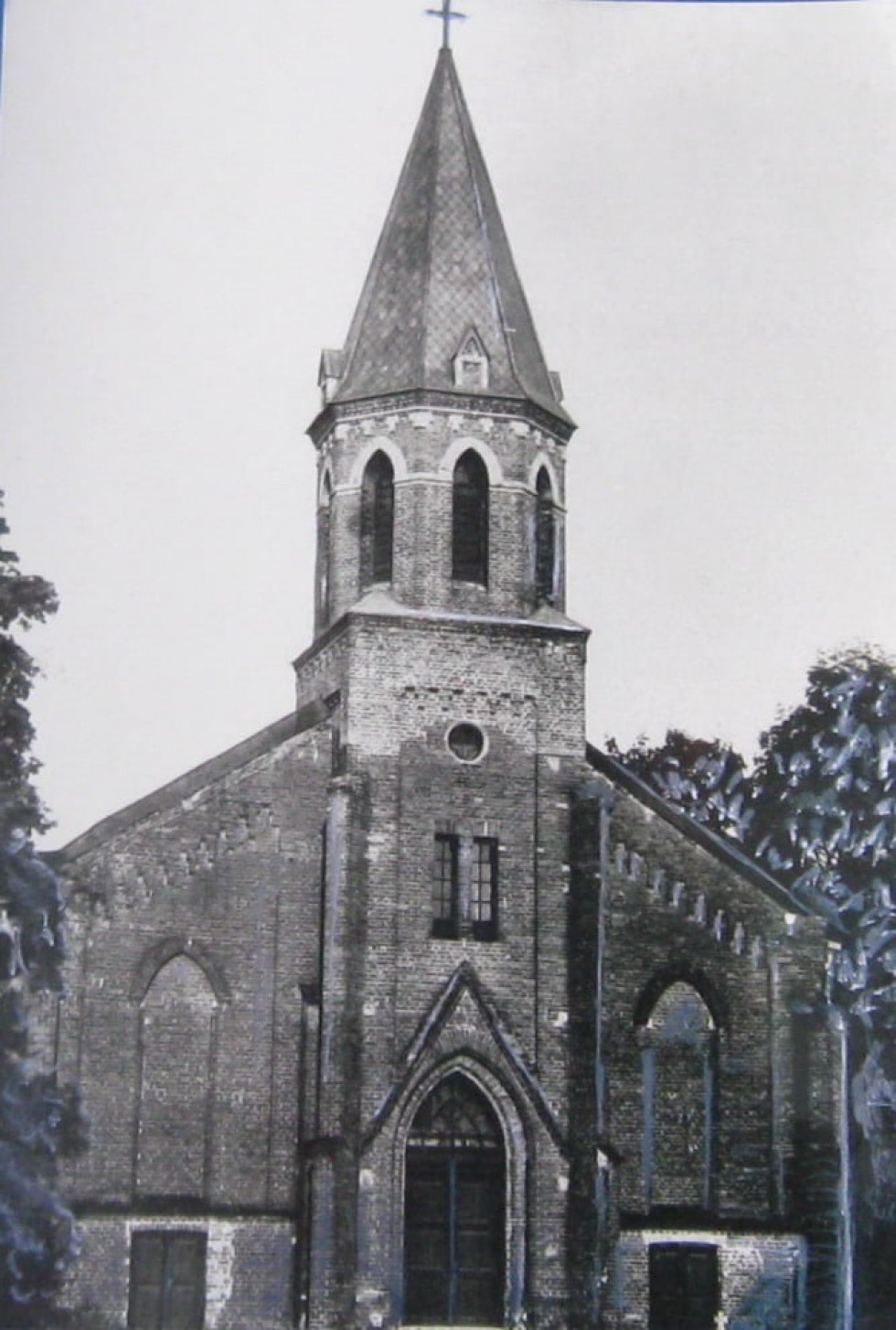
Лютеранська кірха в Колонії Вовнянка

Під час Другої світової війни кірха була зруйнована та більше не відбудована.

##### Лютеранське кладовище в Рожищі
Лютеранське кладовище в Рожищі розташовувалося за лютеранською кірхою та слугувало місцем поховання членів лютеранської громади. Згідно зі спогадами німецької дослідниці Ерни Штромейх, яка відвідала місто в 1991 році, на той час територія кладовища була забудована різними будівлями, зокрема великою триповерховою лікарнею. Сучасні забудови майже повністю стерли сліди колишнього кладовища.

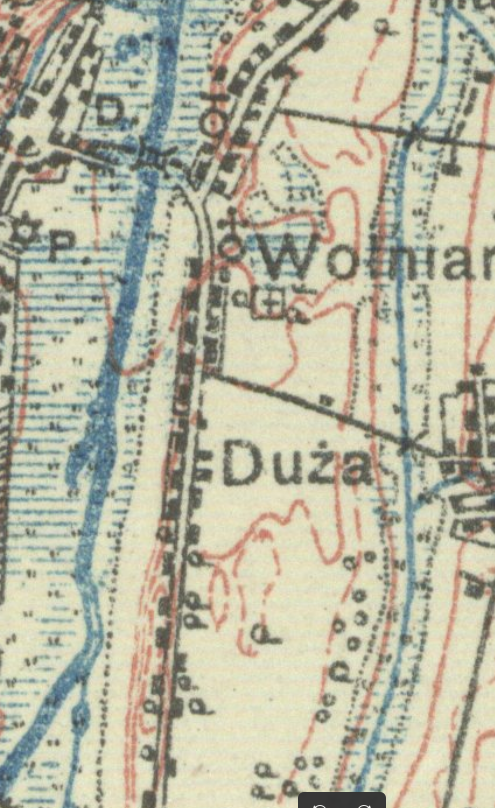
Фрагмент топографічної карти 1923 року, виданої Військовим географічним інститутом (Wojskowy Instytut Geograficzny), з позначенням лютеранської кірхи та кладовища в колонії Вовнянка.

#### Баптистська громада
У 1913 році німецькі переселенці збудували баптистську кірху. Парафіянами були переважно німці, але в богослужіннях брали участь також українці та поляки. Кірха вважалася одним із найбільших баптистських храмів у східній Польщі.

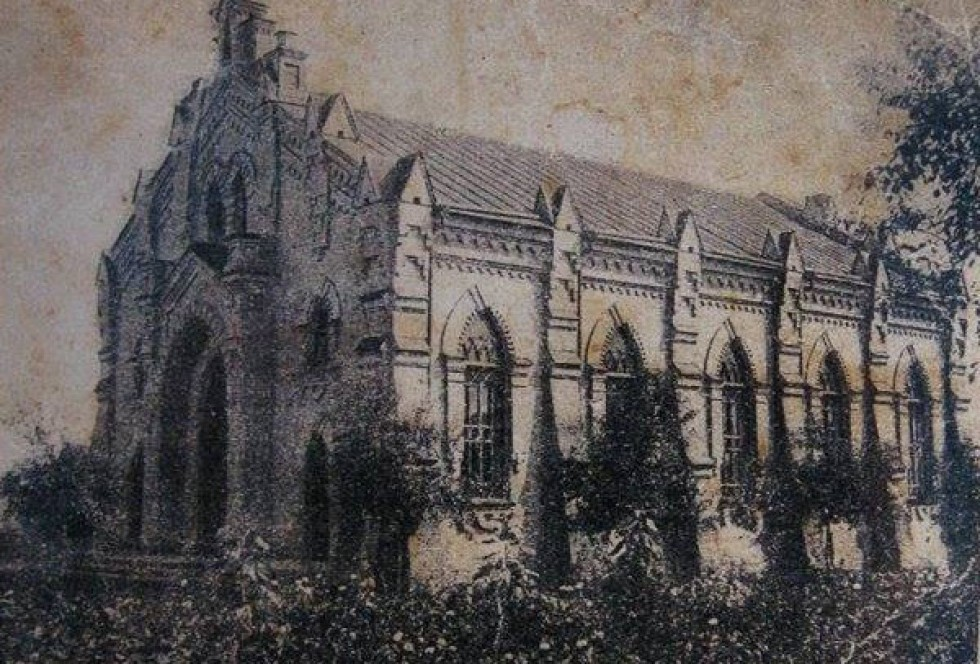
Баптиська кірха в Колонії Вовнянка

Після Другої світової війни приміщення кірхи перейшло до місцевих українських баптистів, але згодом радянська влада використовувала його як казарму та склад. Наприкінці 2016 року будівлю передали Українській Православній Церкві Київського Патріархату.

#### Статуя святого Яна Непомука
У Рожищі існувала статуя святого Яна Непомука, католицького святого, покровителя мостів і річок. Вона була зображена на фото, опублікованому в журналі «Polski Przemysł Budowlany» за серпень 1928 року.

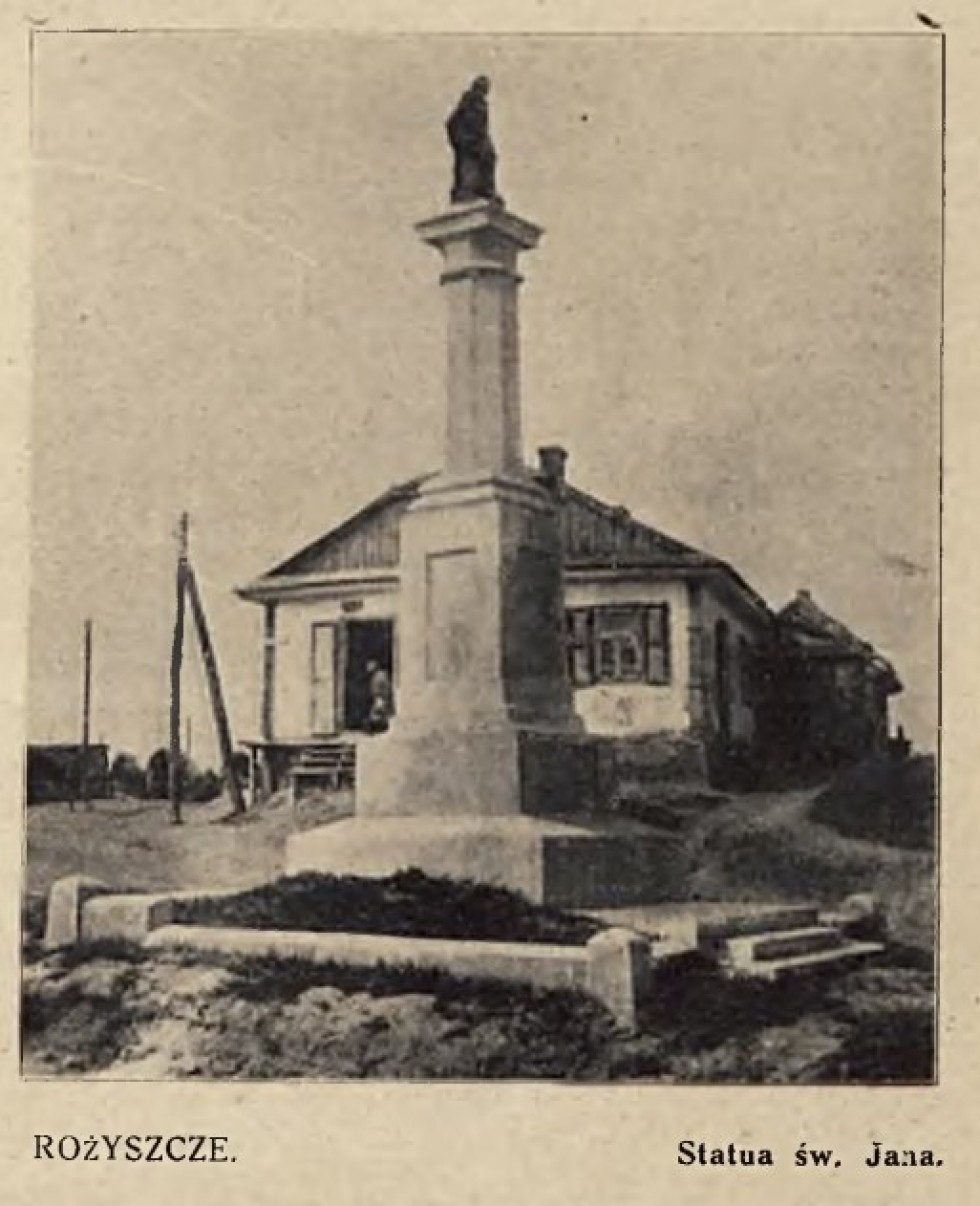
статуя святого Яна в Рожищі у 1928 році

Точне місце її розташування нині невідоме, але припускається, що вона могла знаходитися на так званій Яновій гірці.
Статуї святого Яна Непомука традиційно встановлювали:
- на мостах або поблизу річок, оскільки він вважається їхнім покровителем;
- біля католицьких храмів або на роздоріжжях.

##### Подібні статуї в Україні
В Україні збереглися або були відновлені кілька статуй святого Яна Непомука:  
- Скульптура святого Яна Непомука (Бучач) — встановлена у 1750 році на роздоріжжі доріг на Тернопіль та Чортків. Це одна з ранніх робіт видатного скульптора Івана Пінзеля. За радянських часів скульптура була знищена, але відновлена у 2007 році[55].
- Скульптура святого Яна Непомука в Ужгороді — повернута на своє історичне місце у 2011 році після тривалої відсутності[56].
- Колона святого Яна Непомука у Любомлі — збережена споруда XVIII століття на Волині[54].

### Економічний розвиток

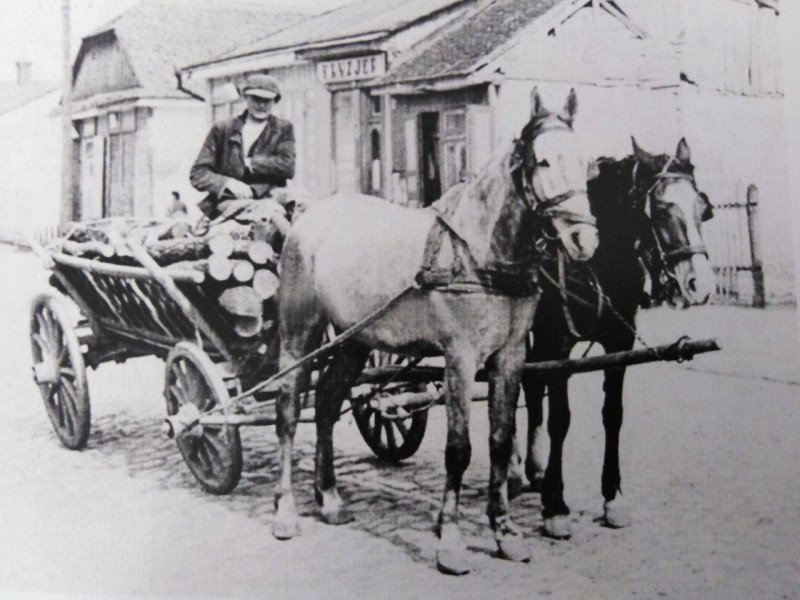
Мешканець містечка Рожище в міжвоєнний період

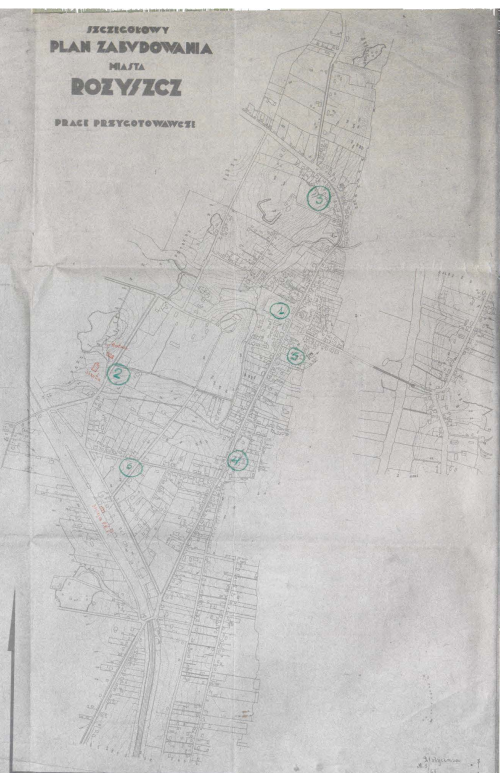
План містечка Рожища Луцького повіту Волинського воєводства. 30 серпня 1939 р.
(ДАВО, Ф.36 «Луцьке повітове староство», оп. 5, спр. 424, арк.2) – скан 1

Завдяки прокладанню залізниці Київ – Варшава місто стало торгівельним центром. Шлях забезпечував регулярне пасажирське та вантажне сполучення. У міжвоєнний період у Рожищі діяли кілька невеликих промислових підприємств, орієнтованих переважно на переробку сільськогосподарської продукції та лісозаготівлю. В архівних джерелах згадуються парові млини, лісопильні та цегельний завод.
Лісопильні працювали на місцевій деревині, яка транспортувалася річкою Стир, а цегельний завод забезпечував матеріалами будівництво житлових і адміністративних будівель. Згідно з архівними документами, у місті також працювали млини, олійниці та інші дрібні підприємства, що забезпечували місцевих жителів необхідними товарами. Великий вплив на економіку мала єврейська громада, яка володіла більшістю торгових підприємств.
У 1920–1930-х роках Рожище було важливим торговельним центром Волинського воєводства. Щотижня тут проводилися ярмарки, які приваблювали торговців із сусідніх міст та сіл. Основними товарами були зерно, худоба, ремісничі вироби та промислові товари. За даними газети Волинське Слово (1925), місто поступово розширювалося, зростала кількість крамниць, відкривалися перші майстерні та мануфактури.

### Освіта і культура на початку XX століття
На початку XX століття в Рожищі діяли початкові школи, які сприяли підвищенню рівня грамотності серед місцевого населення. Також існували бібліотеки, що відігравали важливу роль у культурному житті міста. Вони надавали доступ до книжок українською, польською та російською мовами, що сприяло розвитку освіти та формуванню національної свідомості.

### Кінець польського періоду
1 вересня 1939 року почалася Друга світова війна. 17 вересня Червона армія перейшла східний кордон Польщі. Наприкінці вересня 1939 року Рожище зайняли радянські війська, що поклало край польському періоду в історії міста.

### Польське кладовище
У Рожищі також збереглися залишки польського кладовища, яке було місцем поховання католицької громади міста до середини ХХ століття. Більшість надгробків зруйновані або втрачені. Польська громада Волині неодноразово зверталася до місцевої влади з проханням впорядкувати кладовище, однак його стан залишається незадовільним.

## Друга світова війна
Період Другої світової війни став одним із найтрагічніших в історії Рожищ. Внаслідок радянської та нацистської окупацій місто зазнало значних руйнувань, а його населення – репресій, переслідувань та масових вбивств.

### Радянська окупація (1939–1941)
Після підписання Пакту Молотова-Ріббентропа у вересні 1939 року Рожище, як і вся Західна Волинь, увійшло до складу СРСР. Влада НКВС розпочала масові репресії проти місцевого населення, зокрема представників польської інтелігенції, духовенства та заможних селян. Частину жителів депортували до Сибіру. Також було націоналізовано приватні підприємства, а політичні організації заборонено.
Також  ліквідована ґміна у зв'язку з утворенням Рожищенського району.

### Німецька окупація (1941–1944)
22 червня 1941 року нацистська Німеччина розпочала війну проти СРСР. Уже 28 червня 1941 року німецькі війська захопили Рожище. Місто стало частиною Райхскомісаріату Україна. Нацисти розпочали масові репресії проти місцевого населення, зокрема євреїв, радянських активістів і комуністів.

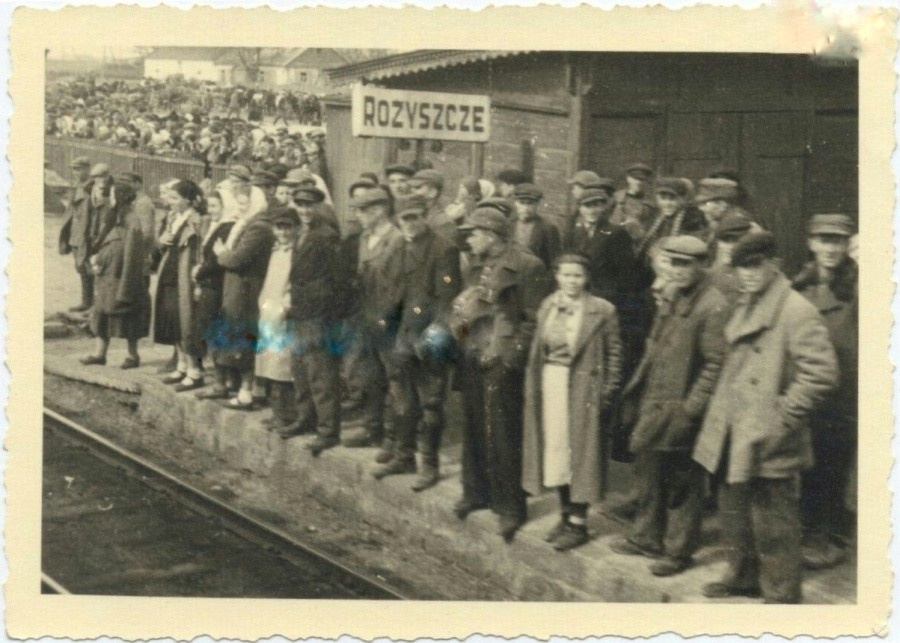
Залізничний вокзал станції Рожище під час німецької окупації 1941–1944 рр.

### Діяльність УПА
З другої половини 1930-х років у місті активно діяла ОУН. У 1941 році після вступу німецьких військ місцеві оунівці організували міську управу та поліцію.

#### Боротьба з німецькою окупацією
З осені 1942 року у лісах поблизу Рожища почали формуватися перші повстанські групи. Вони проводили диверсії проти німецької адміністрації, атакували склади із продовольством, знищували колабораціоністів і визволяли полонених українців. У 1943 році УПА здійснила кілька атак на нацистські адміністративні установи та каральні загони. Повстанці підривали залізничні колії, щоб ускладнити постачання окупаційних військ.

#### Протистояння з радянською владою
Після повернення Червоної армії в 1944 році УПА продовжила боротьбу, цього разу проти радянського режиму. За даними радянських архівів, у 1944–1946 роках у Рожищенському районі діяло кілька підрозділів УПА, які здійснювали напади на представників місцевої влади, обкоми КПРС та військові гарнізони.
У жовтні 1944 року біля села Топільне повстанці атакували радянський конвой, що супроводжував арештованих місцевих мешканців до Луцька. У результаті бою було звільнено понад 20 осіб.

#### Каральні операції НКВС
Для боротьби з повстанцями радянська влада у 1945 році розпочала широкомасштабні операції НКВС, у результаті яких були знищені численні криївки та розстріляні десятки підозрюваних у зв’язках з УПА.
У 1947 році було проведено депортацію українських сімей, які підтримували повстанців. За різними оцінками, з Рожищенського району було виселено близько 300 родин.
Попри це, окремі загони продовжували боротьбу аж до початку 1950-х років, використовуючи тактику партизанської війни в лісах поблизу Рожища. За свідченнями очевидців, останні боївки УПА діяли в регіоні до 1952 року.

#### Пам’ять про УПА
У пострадянський період в Рожищенському районі встановлено кілька пам’ятників та меморіальних знаків на честь воїнів УПА, які загинули в боротьбі за незалежність України.

### Діяльність польського підпілля та Оборона Рожища (1943—1944)
У період з серпня 1943 по березень 1944 року в Рожищі діяла польська самооборона під керівництвом підхорунжого Яна Гарчинського (псевдоніми «Гриф» і «Лама»). Група самооборони налічувала близько 130 осіб і захищала місцеве польське населення від нападів Української повстанської армії (УПА). Завдяки їхнім зусиллям було врятовано багато людей. Оборона тривала до приходу Червоної армії в березні 1944 року.

### Визволення Рожища під час Другої світової війни
У роки Другої світової війни місто Рожище зазнало нацистської окупації, яка тривала з червня 1941 року до березня 1944 року. Визволення міста відбувалося у два етапи – в лютому та березні 1944 року.

#### Перше визволення (лютий 1944)
- 2 лютого 1944 року – під час Рівненсько-Луцької операції частини Червоної армії вперше звільнили Рожище, відкинувши німецькі сили за річку Стир [72].
- 23 лютого 1944 року – німецькі війська здійснили контратаку. Скориставшись неорганізованістю радянських підрозділів під час святкування Дня Червоної армії, вони знову захопили місто, завдавши значних втрат радянським силам [73].

#### Друге визволення (березень 1944)
- 17 березня 1944 року – розпочався новий наступ радянських військ на Рожище, що включав форсування річки Стир [72].
- 20 березня 1944 року – після запеклих боїв місто було остаточно звільнене від нацистських окупантів.

#### Військові з'єднання, що брали участь у визволенні
У боях за визволення міста брали участь підрозділи 181-ї стрілецької дивізії Червоної армії. Першими до Рожищ увійшли частини під командуванням старшого лейтенанта Богданова та капітана Чумакова .

#### Наслідки боїв
Під час бойових дій місто зазнало значних руйнувань. Було знищено багато будівель, частина населення загинула або була евакуйована. Події 1944 року залишили глибокий слід в історії міста та пам’яті його мешканців .

## Доля єврейського населення
До початку Другої світової війни єврейська громада становила значну частину населення Рожищ. У 1937 році в місті проживало близько 4 070 євреїв, що складало понад 60% населення. Євреї відігравали важливу роль у місцевій економіці, займаючись ремеслами, торгівлею, фінансами та орендою землі. У місті діяли синагога, єврейські школи та благодійні організації.

### Репресії під час радянської окупації (1939–1941)
Після приходу радянської влади у вересні 1939 року значна частина єврейських підприємців зазнала репресій. Магазини та фабрики були націоналізовані, а деякі представники єврейської інтелігенції депортовані.

### Голокост у Рожищі
Єврейська громада Рожищ, що сформувалася ще в XVIII столітті, перед Другою світовою війною налічувала близько 4278 осіб (62% населення містечка). Вони активно займалися торгівлею, ремеслами, освітою та благодійністю. Однак 28 червня 1941 року, після окупації Рожища німецькими військами, громада була приречена на знищення.

#### Перший етап: літо-осінь 1941 року
Перші масові розстріли євреїв у Рожищі почалися влітку 1941 року. У червні було страчено 430 осіб у ході двох акцій. В жовтні 1941 року розстріляли ще близько 600 єврейських чоловіків. Виконували ці акції айнзатцгрупи разом із місцевою поліцією.

#### Створення гетто
У лютому 1942 року в Рожищі було створене гетто, куди зігнали понад 5000 осіб, у тому числі євреїв із навколишніх сіл. Гетто було переповнене, умови проживання – жахливими. Юденрату (єврейській раді) наказали слідкувати за порядком, але він не мав реальної влади.

#### Другий етап: розстріли в кар'єрі
У серпні 1942 року розпочалася ліквідація гетто. 23 серпня 3000 євреїв було розстріляно в кар'єрі поблизу Рожища. Очевидець Аркадій Калапуща описував це так:
|  | Нашим очам відкрилося жахливе видовище. У кар’єрі не залишилося нічого живого. Там викопали могили довжиною в 50–60 см і глибиною в 70 см, на відстані двох метрів одна від одної. Біля входу в кар’єр стояли два столи, кілька стільців і бочка пива. На столі лежали кулемети. На стільцях сиділи 8–9 чоловіків у формі Waffen SS, чекали наступної «партії». Кар’єр вже був наполовину заповнений трупами. Вантажівки везли людей ще і ще… |

Інший очевидиць цих подій згадував:
|  | Ми стояли за кілька сотень метрів від місця розстрілу. Чути було крики жінок і дітей. Їх змушували копати собі могили, а потім розстрілювали прямо на краю ям. Дехто ще рухався, коли на них засипали землю… |

#### Третій етап: єврейський цвинтар
Євреям, які спробували втекти, вдалося переховуватися, але більшість із них була схоплена. Восени 1942 року близько 400 осіб було страчено на єврейському кладовищі в Рожищі. Після цього єврейська громада містечка фактично перестала існувати.

#### Порятунок і пам'ять
Декільком десяткам євреїв вдалося врятуватися завдяки допомозі польських і українських селян. Деякі з уцілілих приєдналися до радянських партизанів. Одним із тих, кому вдалося вижити, був Ісаак Мурин, який пізніше описав свої спогади про масові вбивства.

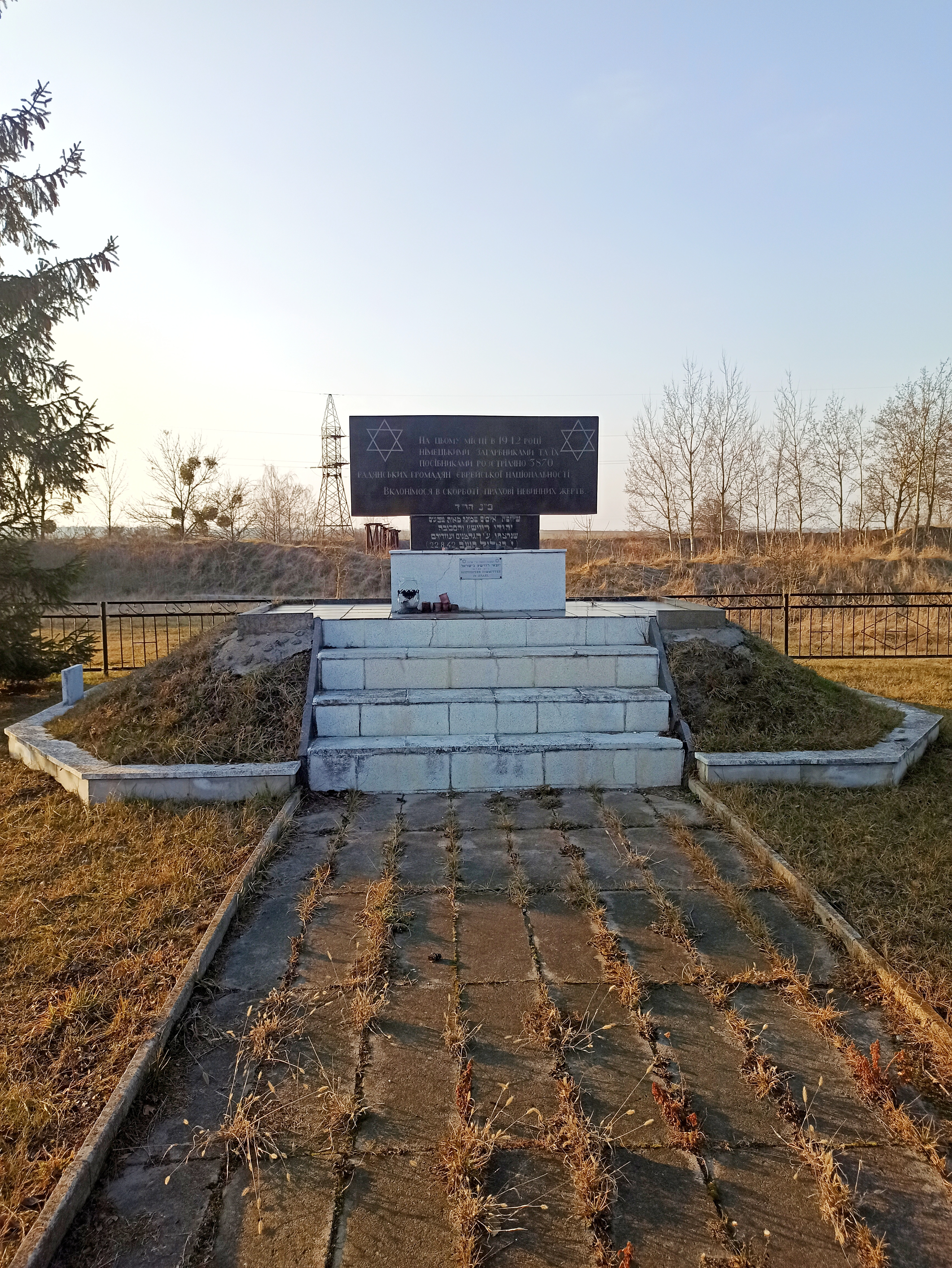
Меморіальний знак на місці розстрілу євреїв у Рожищі
📍

Після війни місце масових поховань залишалося недоглянутим. У 2000-х роках там було встановлено меморіальний знак, а єврейські організації намагалися домогтися офіційного визнання цього місця.

### Доля єврейської громади після війни
Після війни єврейська громада Рожища фактично перестала існувати. Більшість уцілілих емігрували до Ізраїлю, США та інших країн.

### Єврейське кладовище
На території Рожищ знаходиться старе єврейське кладовище, яке є одним із небагатьох свідчень колишньої єврейської громади міста. Воно розташоване на вулиці Шевченка та займає площу приблизно 0,5 га. Більшість надгробків зруйновані або зникли, а сама територія перебуває в занедбаному стані. За даними Центру досліджень спадщини євреїв імені Петякової, кладовище використовувалося до початку Другої світової війни.

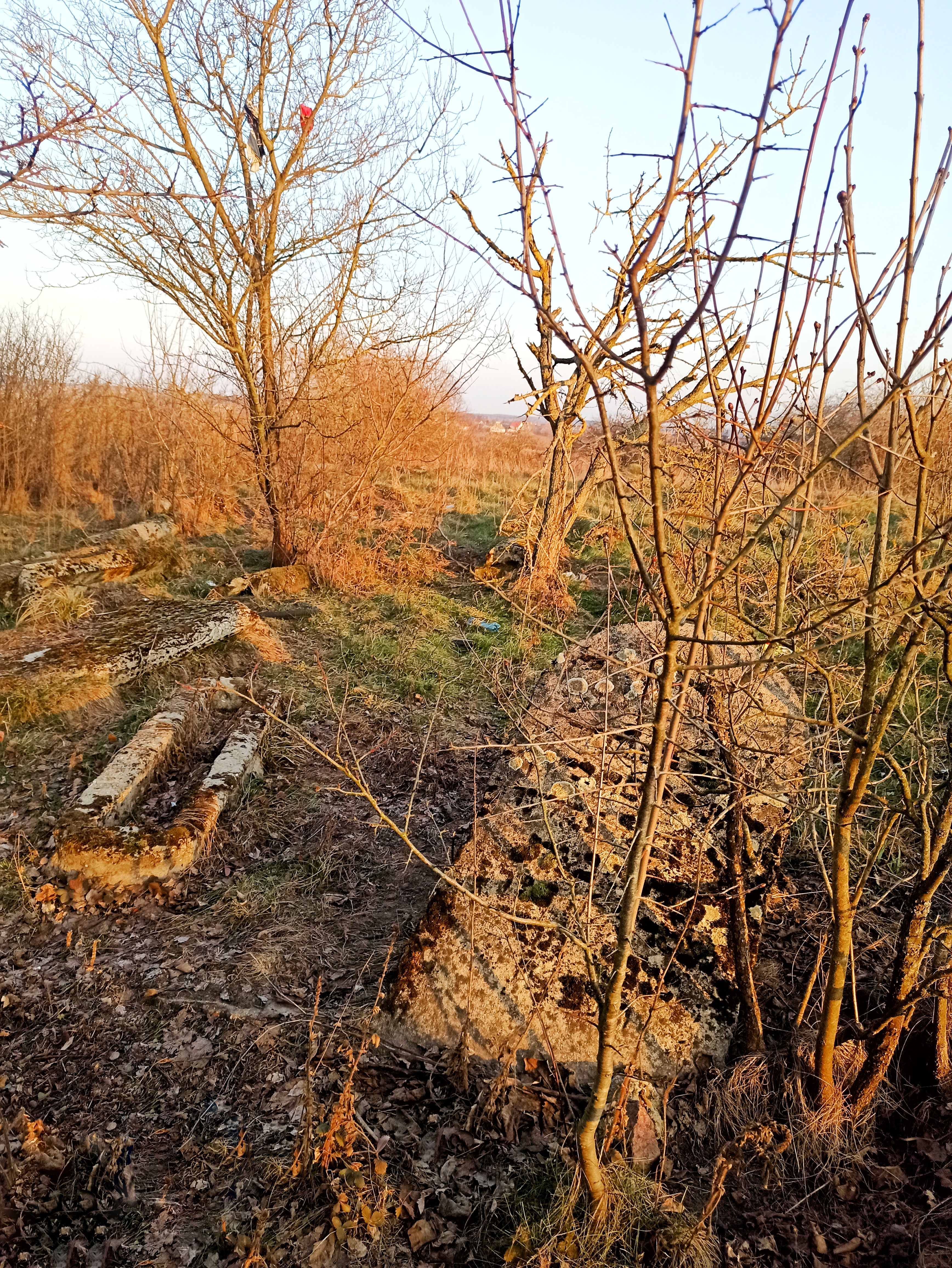
Єврейське кладовище в Рожищі. Стан у 2025 році
📍

У 2023 році місцеві активісти порушували питання впорядкування кладовища, оскільки воно заросло чагарниками та перетворилося на звалище. У сучасному місті немає активної єврейської громади, хоча пам’ять про трагедію зберігається в архівах та спогадах нащадків.

## Радянський період

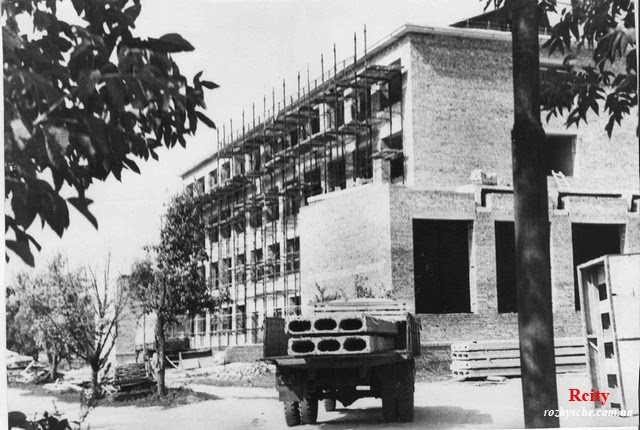
Будівництво ветеринарного технікуму в Рожищі на фото 1960-х років

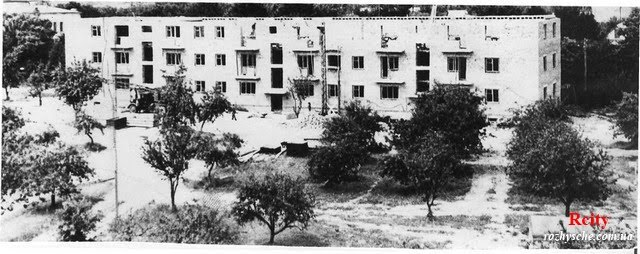
Будівництво багатоквартирного будинку під номером 89

Після звільнення Рожищ від німецьких окупантів у березні 1944 року місто почало відбудовуватися. Було відновлено роботу шкіл, лікарні, підприємств, а також налагоджено систему постачання продовольства та палива. У 1950-х роках Рожище отримало статус районного центру, що сприяло його розвитку.

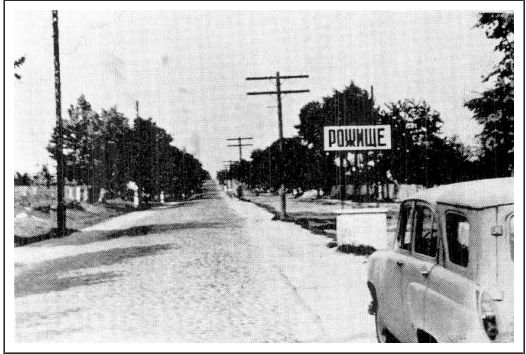
Рожище після Другої світової війни. Фото з джерела.

У цей період у місті активно розвивалася промисловість. Було збудовано цегельний завод і елеватор.
Одним із перших державних підприємств став місцевий молокозавод, який забезпечував виробництво молочних продуктів для потреб населення та експортував їх у сусідні регіони. У повоєнні роки було створено харчокомбінат, що займався переробкою зерна та виробництвом борошна.
У 1950–1970-х роках у місті діяли також меблевий комбінат, швейна фабрика та підприємства будівельних матеріалів. Розвиток промисловості стимулювався покращенням транспортної інфраструктури та електрифікацією регіону.
Також у Рожищі відкрили районну лікарню, кілька середніх шкіл, будинок культури, бібліотеку та кінотеатр. У центрі міста було створено парк та встановлено пам’ятник Вічної Слави на честь загиблих у Другій світовій війні.
У 1970-80-х роках у місті розширювали житловий фонд, зокрема будувалися п’ятиповерхові житлові будинки, нові школи та дитячі садки. Економічний розвиток супроводжувався активною соціальною та культурною діяльністю. У 1989 році Рожище отримало статус міста районного підпорядкування.
У період перебудови наприкінці 1980-х років у Рожищі посилилися демократичні рухи, зросла активність місцевих осередків Народного Руху України. Це підготувало ґрунт для змін, які відбулися після здобуття незалежності України у 1991 році.

### Судноплавство
У радянський період, особливо в 1960-х - 1970-х роках, Рожище, розташоване на берегах річки Стир, відігравало важливу роль у річковому судноплавстві.  Річка Стир у ті часи була значною транспортною артерією, що використовувалася не тільки для пасажирських, але й для вантажних перевезень, сполучаючи різні куточки Волинської області. Зокрема, місто Луцьк, розташоване на річці Стир, у радянський період вважалося судноплавним портом. Рожище, як важливий населений пункт на цій річці, було інтегровано в систему річкового транспорту, що сприяло його економічному розвитку та забезпечувало зв'язок з іншими регіонами .
Згідно з історичними публікаціями та стратегією розвитку Луцької міської територіальної громади до 2030 року, судноплавний канал підтримувався на річці Стир для пасажирських і вантажних маршрутів . У 1960-70-х роках по Стиру регулярно курсували пасажирські катери типу «Річковий трамвай».  Ці судна здійснювали рейси за маршрутом Луцьк - Колки, і Рожище, ймовірно, було однією з ключових зупинок на цьому шляху . Зображення катера, що збереглися, є наочним свідченням активного річкового руху та його важливості для місцевого населення. Відомо, що завдяки цим катерам, мешканці Рожища мали надійне сполучення з Луцьком та іншими населеними пунктами вздовж річки, що сприяло мобільності та економічній активності .

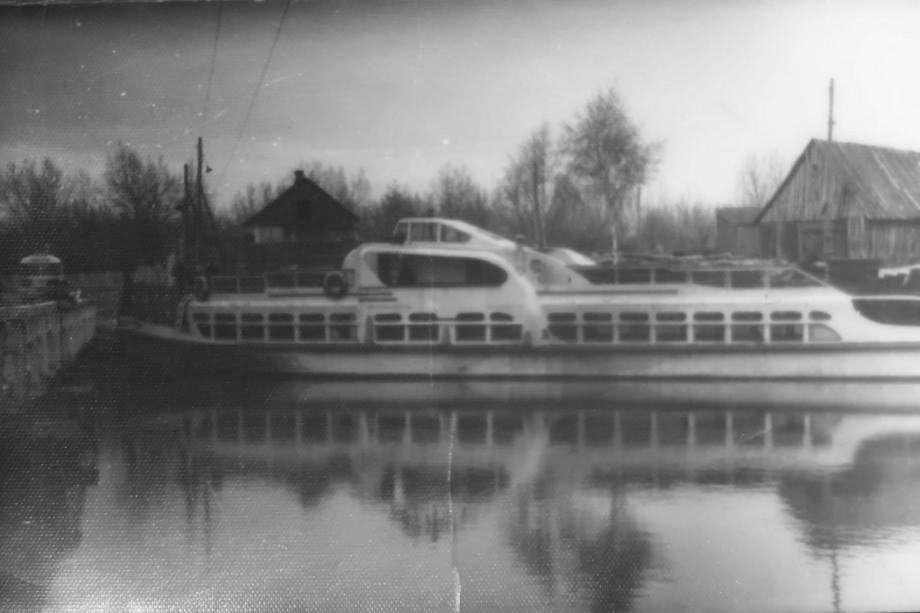
Катер, який курсував по Стиру через Рожище у 1960-1970-х роках

Функціонування пасажирського річкового сполучення в радянський період було не просто зручністю, а й важливою складовою транспортної інфраструктури Волинської області. В умовах обмеженого розвитку автомобільного транспорту та дорожньої мережі, річковий транспорт часто ставав безальтернативним способом пересування на значні відстані, особливо для вантажів та великої кількості пасажирів . Судноплавство по Стиру відігравало значну роль у господарському житті Рожища та прилеглих територій, забезпечуючи не тільки пасажирські, але і вантажні перевезення, що стимулювало економічне зростання та торгівлю в регіоні. Цікаво, що пасажирські перевезення по річці Стир були припинені у 1974 році, а вантажні - у 1996 .

## Незалежна Україна
Після проголошення незалежності України у 1991 році Рожище стало районним центром Волинської області.
Рожище поступово почало відроджуватися як сучасне місто. У 1992 році було ухвалене рішення про перейменування деяких вулиць, які носили радянські назви, та повернення історичних топонімів. Відроджувалися національні традиції, відкривалися українські школи та культурні установи.
У 2000-х роках місто розширило свою інфраструктуру, було відновлено центральну площу та оновлено дорожнє покриття. Активно розвивалися місцеві підприємства, зокрема у сфері сільського господарства та легкої промисловості.
У 2020 році внаслідок адміністративно-територіальної реформи, Рожище увійшло до складу Луцького району.

## Використана література
- Конопля В.М.; Оприск В.Г. (1991). Археологічні пам’ятки Волині (Рожищенський район). Луцьк: Волинська обласна організація Українського товариства охорони пам’яток історії та культури.
- Русина О.В. (2000). Українські землі у складі Великого князівства Литовського. Київ: Альтернативи.
- Раппопорт П.О. (1975). Давньоруські міста і оборонні споруди. Ленінград: Наука.
- Історія міст і сіл Української РСР. Волинська область. – Головна редакція УРЕ, 1970.
- Pinkas Hakehillot Polin – Rozyszcze / JewishGen, Yad Vashem.
- Минуле і сучасне Волині та Полісся: місто Рожище в історії України та Волині. – Луцьк: ФОП Іванюк В. П., 2022.
- Рожище у спогадах і документах. – Волинський національний університет імені Лесі Українки, 2023
- Siemaszko, Władysław. Wołyń w latach 1939–1944: karta z dziejów polityki okupacyjnej i polskiego ruchu oporu. Państwowe Wydawnictwo Naukowe, 1990.
- Skorowidz miejscowości Rzeczypospolitej Polskiej - Tom IX - Województwo Wołyńskie. Główny Urząd Statystyczny Rzeczypospolitej Polskiej, 1923.
- Słownik geograficzny Królestwa Polskiego, Tom IX, Warszawa 1888, стор. 875.
- Цинкаловський О. Стара Волинь і Волинське Полісся: Краєзнавчий стор. 315-316.
- Цинкаловський О. Стара Волинь і Волинське Полісся: Краєзнавчий стор. 209.
- Як визволяли Рожище у 1944 році. Район.Рожище. 10 лютого 2024. Процитовано 10 лютого 2025.
- Окупація та визволення Волині: спогади ветеранів. Голос України. 10 лютого 2024. Процитовано 10 лютого 2025.
- Надольська В. Єврейська громада Рожища: етапи формування і розвитку. Луцьк, 2023.
- The Yad Vashem Encyclopedia of the Ghettos during the Holocaust. New York, 2010.
- Spector Sh. The Holocaust of Volhynian Jews, 19
- Władysław Pobóg-Malinowski. Wojna polsko-ukraińska 1918–1919. — Warszawa : Bellona, 1990. — С. 178.
- Українсько-польська війна 1918–1919 років. Українсько-польська війна 1918–1919 років. — Київ : Видавництво УАН, 2001.
- Вся Россия. Санкт-Петербург, 1899. Ч. 1. С. 102. Онлайн-версія.
- Гринчишин, Д. Г., Худаш, М. Л., Керста, Р. Й., Полюга, Л. М., Керницький, І. М., Карпова, В. Л., & Єдлінська, У. Я. (1992). Словник староукраїнської мови XIV — XV ст. (Т. 1–2). Онлайн-версія.
- (пол.) Мечислав Орлович. Ілюстрований путівник по Волині =  Ilustrowany przewodnik po Wołyniu — Rzeszów : Wydawnictwo Towarzystwa Przyjaciół Nauk w Przemyślu, 1929. — С. 141. (онлайн)
- Miller, Raymond H. In the Midst of Wolves: A History of German Baptists in Volhynia, Russia, 1863-1943. Bethel College, 1981. — С. 232.(онлайн)